# Job (Puy-de-Dôme)
Pour les articles homonymes, voir Job.
Job est une commune française, située dans le département du Puy-de-Dôme en région Auvergne-Rhône-Alpes, adhérente du parc naturel régional Livradois-Forez. Ses habitants sont appelés les Joviens.

## Géographie
Job est située à 642 mètres d'altitude.

### Localisation
| Vertolaye | Saint-Pierre-la-Bourlhonne | Chalmazel-Jeansagnière Loire                 |
| Bertignat | Job                        | Sauvain Loire Saint-Bonnet-le-Courreau Loire |
| Ambert    | La Forie                   | Valcivières                                  |

### Géologie et relief
La superficie de la commune est de 4 268 hectares ; l'altitude varie entre 492 et 1 634 mètres.
Le point culminant de la commune (c'est aussi celui des monts du Forez dans leur entièreté) se trouve à 1 634 mètres au sommet Pierre-sur-Haute, qui se trouve à la frontière avec le département de la Loire (commune de Sauvain).
Job bénéficie d'un espace naturel diversifié qui va du bocage du bassin d'Ambert, aux hautes chaumes des crêtes du Forez, en passant par de vastes forêts de sapins pectinés exploitées en futaie jardinée.

### Hydrographie
La commune de Job est traversée par de nombreux cours d'eau dévalant les montagnes environnantes. La Dore passe par la commune dans sa partie basse, le long de la départementale 906.
Les ruisseaux majeurs traversant la commune, et affluents de la Dore en rive droite sont, du nord de la commune au sud de la commune :
- Le ruisseau le Vertolaye prenant source sur les flancs de la vallée du Fossat, est la réunion de sources descendant de la Croix du fossat, de la Montagne de Monthiallier et de Pierre-sur-Haute : il se jette dans la Dore sur la commune éponyme de Vertolaye.
- Le ruisseau des Fraisses prenant source par le regroupement de plusieurs sources naissant au milieu des sapins pectinés de la Montagnette : celui-ci passe dans le hameau des Fraisses , descend non loin des abords de Cruxiol avant de venir terminer sa course et rejoindre la Dore au pont de Chantelauze.
- Le ruisseau de Pailhat prenant sa source au creux de la vallée de la Jacine à plus de 1 300 mètres d'altitude, dévale le cirque ayant pour limites le mont Cornillon, le col du Chansert et le mont Chouvé, avant d'atteindre Pailhat, puis Clamoux. Il passe ensuite à la sortie du centre-bourg de Job direction le hameau de Chantemerle. Il s'enfonce dans la vallée le long du Moulin de la Cour, passe sous le hameau de Chantemerle, et continue à descendre avant de se jeter dans la Dore au hameau Le Coin.
- Le ruisseau de la Volpie quant à lui, prend sa source quelque part au-dessus des villages de La Visseyre et de La Badin, il forme une cascade non loin des Rochers de la Volpie, puis descend vers le village du même nom, passe à travers Courtine, la Marleyre, avant de se réorienter quelque peu au nord vers les Chabriers. Il continue à descendre le long du hameau de Vialette, puis finit par se jeter dans la Dore au pont de Péchadoire.

De nombreux anciens moulins sont toujours présents le long de ces cours d'eau.

### Climat
Pour des articles plus généraux, voir Climat d'Auvergne-Rhône-Alpes et Climat du Puy-de-Dôme.
En 2010, le climat de la commune est de type climat des marges montargnardes, selon une étude du Centre national de la recherche scientifique s'appuyant sur une série de données couvrant la période 1971-2000. En 2020, Météo-France publie une typologie des climats de la France métropolitaine dans laquelle la commune est exposée à un climat de montagne ou de marges de montagne et est dans la région climatique  Nord-est du Massif Central, caractérisée par une pluviométrie annuelle de 800 à 1 200 mm, bien répartie dans l’année. 
Pour la période 1971-2000, la température annuelle moyenne est de 10 °C, avec une amplitude thermique annuelle de 16,5 °C. Le cumul annuel moyen de précipitations est de 1 154 mm, avec 11,4 jours de précipitations en janvier et 8,8 jours en juillet. Pour la période 1991-2020, la température moyenne annuelle observée sur la station météorologique de Météo-France la plus proche, « Ambert », sur la commune d'Ambert à 7 km à vol d'oiseau, est de 10,1 °C et le cumul annuel moyen de précipitations est de 860,2 mm,. Pour l'avenir, les paramètres climatiques de la commune estimés pour 2050 selon différents scénarios d'émission de gaz à effet de serre sont consultables sur un site dédié publié par Météo-France en novembre 2022.

### Voies de communication et transports

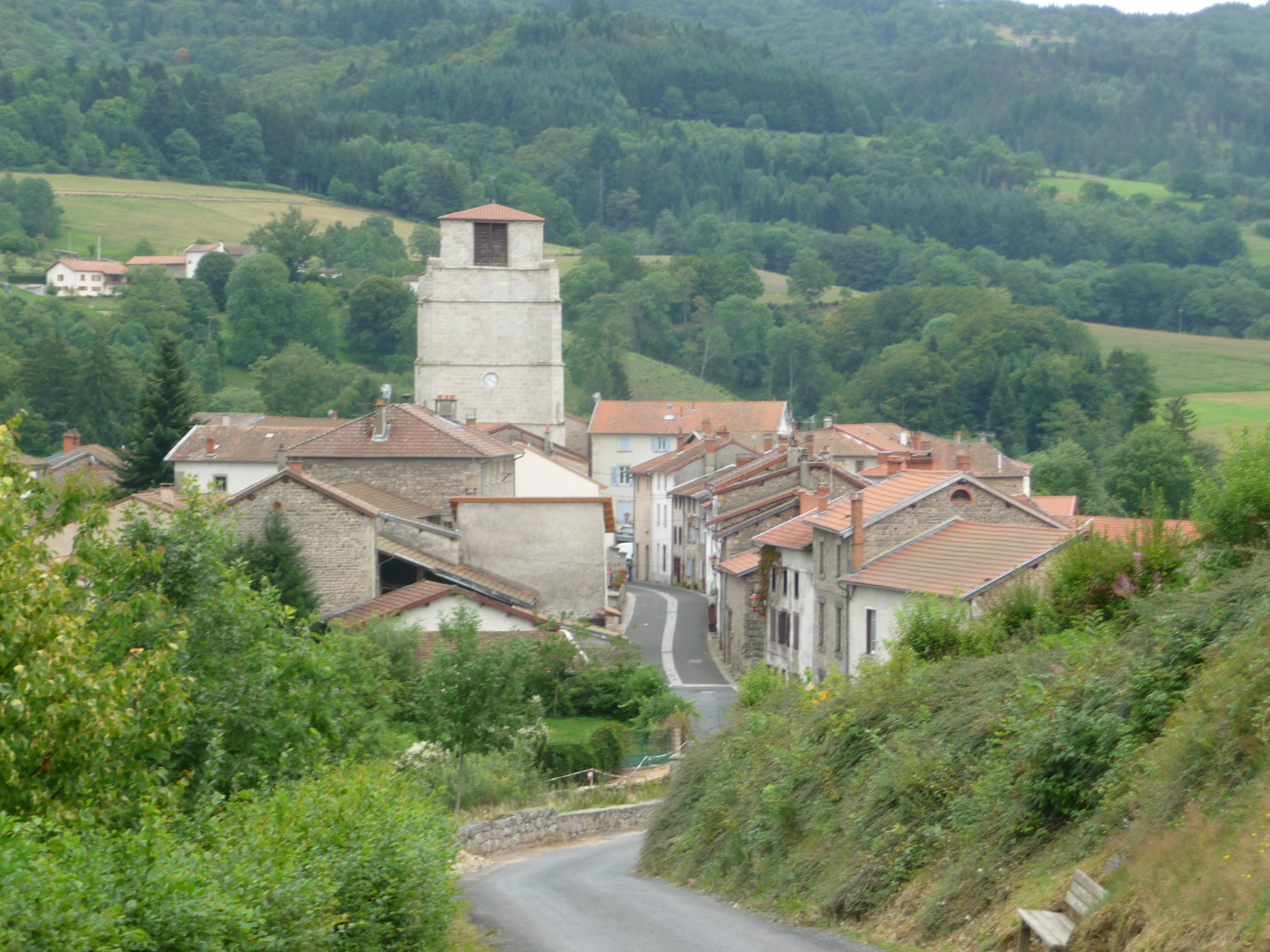
Entrée du village.

## Urbanisme

### Typologie
Au 1er janvier 2024, Job est catégorisée commune rurale à habitat dispersé, selon la nouvelle grille communale de densité à sept niveaux définie par l'Insee en 2022.
Elle est située hors unité urbaine. Par ailleurs la commune fait partie de l'aire d'attraction d'Ambert, dont elle est une commune de la couronne,. Cette aire, qui regroupe 29 communes, est catégorisée dans les aires de moins de 50 000 habitants,.

### Occupation des sols
L'occupation des sols de la commune, telle qu'elle ressort de la base de données européenne d’occupation biophysique des sols Corine Land Cover (CLC), est marquée par l'importance des forêts et milieux semi-naturels (73,1 % en 2018), une proportion sensiblement équivalente à celle de 1990 (73,4 %). La répartition détaillée en 2018 est la suivante : 
forêts (59,9 %), prairies (22,3 %), milieux à végétation arbustive et/ou herbacée (13,2 %), zones agricoles hétérogènes (3,5 %), zones urbanisées (1,1 %). L'évolution de l’occupation des sols de la commune et de ses infrastructures peut être observée sur les différentes représentations cartographiques du territoire : la carte de Cassini (XVIIIe siècle), la carte d'état-major (1820-1866) et les cartes ou photos aériennes de l'IGN pour la période actuelle (1950 à aujourd'hui).

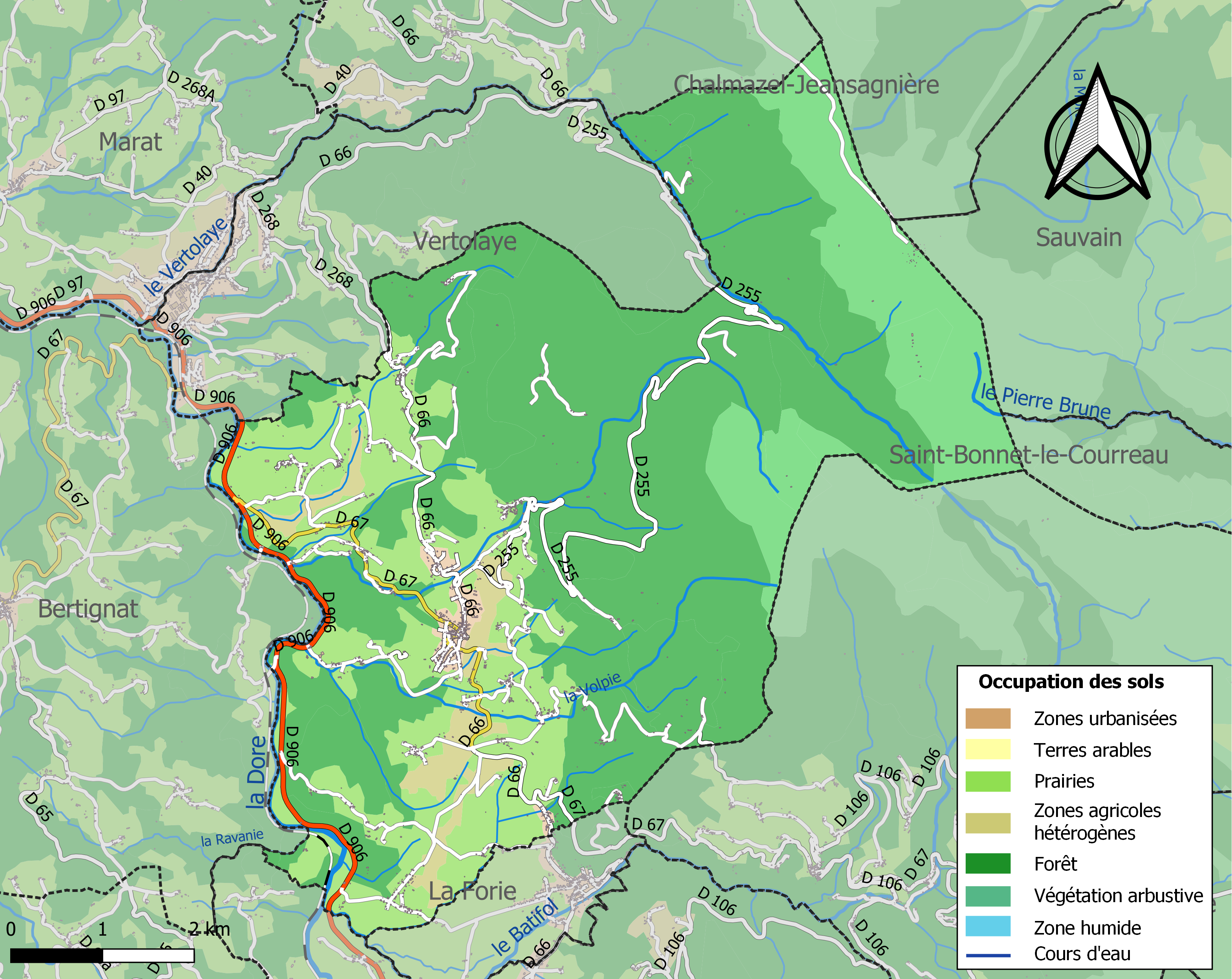
Carte des infrastructures et de l'occupation des sols de la commune en 2018 (CLC).

### Morphologie urbaine
Le territoire de la commune recouvre plusieurs hameaux : Reyrolles, Pailhat, Partilles, la Borie, les Beaux, le Moulin de la Cour.

### Logement

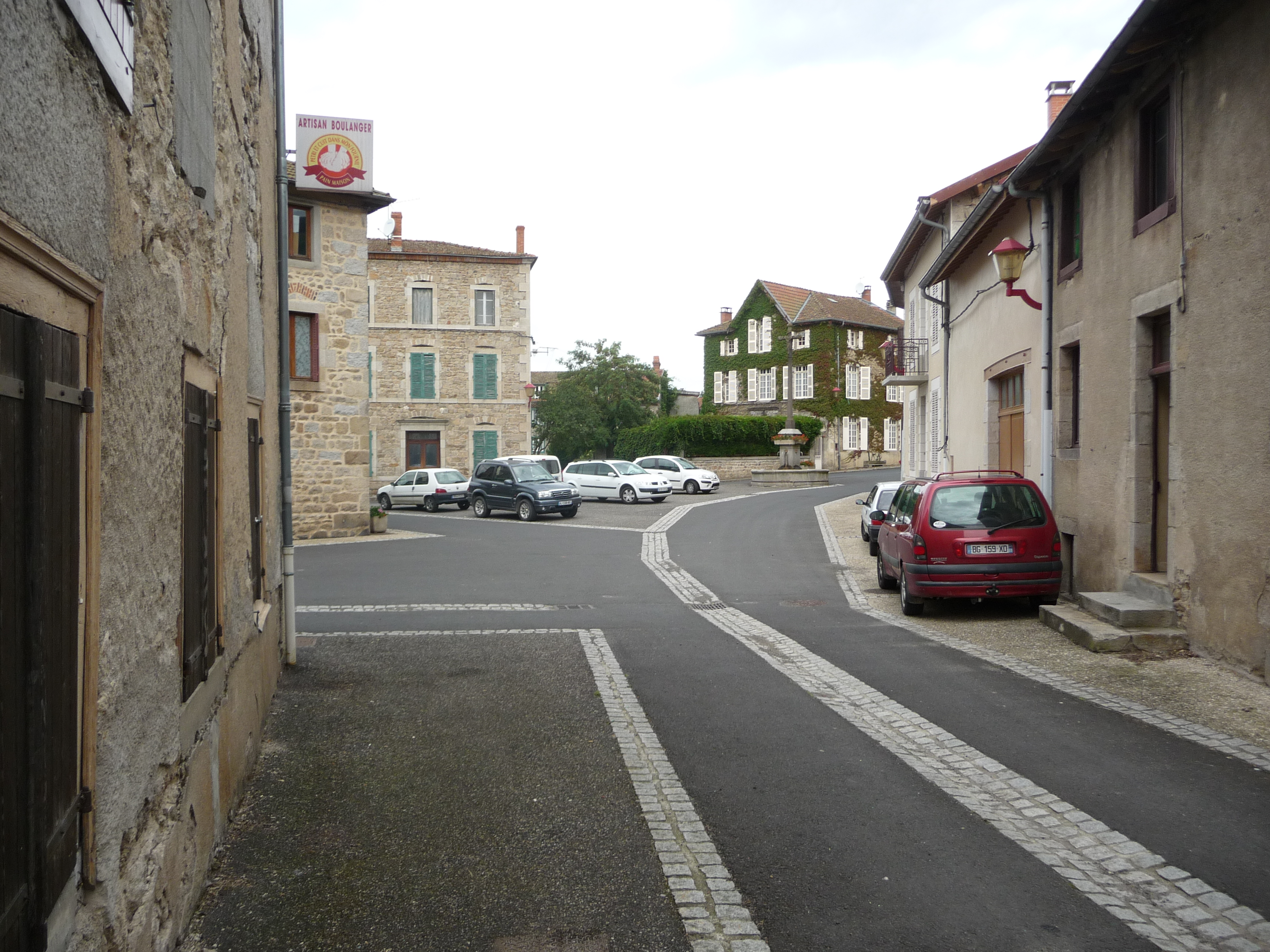
Ruelle de Job.

En 2009, le nombre total de logements dans la commune était de 712, alors qu'il était de 684 en 1999.
Parmi ces logements, 60,8 % étaient des résidences principales, 25,0 % des résidences secondaires et 14,2 % des logements vacants. Ces logements étaient pour 94,7 % d'entre eux des maisons individuelles et pour 4,9 % des appartements.
La proportion des résidences principales, propriétés de leurs occupants était de 84,1 %, en hausse importante par rapport à 1999 (77,0 %).

## Toponymie
L'origine du nom de la commune est incertaine. La version officielle, reprise dans le blason choisi par la commune, fait dériver le nom de Job de jove ablatif latin de Jupiter, le b s'étant substitué au v ; d'où le Jove Imperat (ce qui signifie par Jupiter je commande) du blason.

## Histoire
En 1975, à l'occasion des travaux d'aménagement, les restes d'un important habitat gallo-romain ont été mis au jour. Une grande quantité de tessons de céramiques a été trouvée : anses, cols, couvercles, pieds de marmites tripodes. Parmi eux, des fragments de céramiques marquées de sceaux ou de poinçons sont caractéristiques des décorateurs de moules de Gaule centrale de la seconde moitié du IIe siècle.
Avant la Révolution existaient deux paroisses indépendantes, qui se sont réunies en une seule commune : Job et la Tour-Goyon.

## Politique et administration

### Administration municipale
Le nombre d'habitants au dernier recensement étant compris entre 500 et 1 499, le nombre de membres du conseil municipal est de 15.

### Liste des maires

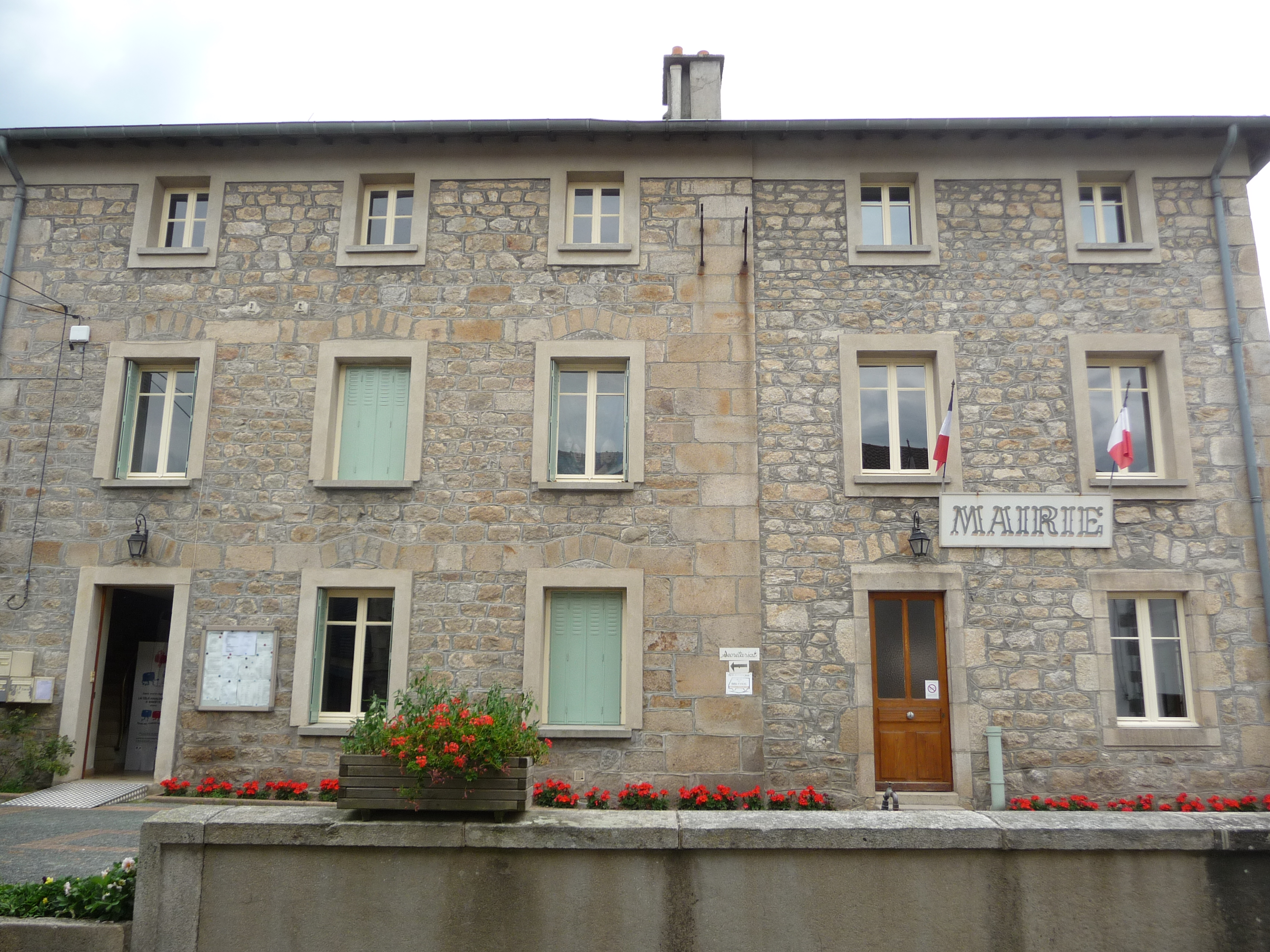
Le bâtiment de la mairie.

| Période                                  | Période                    | Identité                | Étiquette | Qualité                                                                                  |
| ---------------------------------------- | -------------------------- | ----------------------- | --------- | ---------------------------------------------------------------------------------------- |
| Les données manquantes sont à compléter. |                            |                         |           |                                                                                          |
| mars 2001                                | mars 2008                  | Joseph Combe-Chevaleyre |           |                                                                                          |
| mars 2008                                | mars 2014                  | Antoine Rolhion         |           |                                                                                          |
| mars 2014 (réélu en 2020)                | En cours (au 18 août 2020) | François Dauphin,       |           | Retraité 2e vice-président de la communauté de communes Ambert Livradois Forez (en 2017) |

### Instances judiciaires et administratives
Job relève du tribunal d'instance de Thiers, du tribunal de grande instance de Clermont-Ferrand, de la cour d'appel de Riom, du tribunal pour enfants de Clermont-Ferrand, du conseil de prud'hommes de Clermont-Ferrand, du tribunal de commerce de Clermont-Ferrand, du tribunal administratif de Clermont-Ferrand et de la cour administrative d'appel de Lyon.

### Jumelages
Au 6 avril 2013, Job n'est jumelée avec aucune commune.

## Population et société

### Démographie
L'évolution du nombre d'habitants est connue à travers les recensements de la population effectués dans la commune depuis 1793. Pour les communes de moins de 10 000 habitants, une enquête de recensement portant sur toute la population est réalisée tous les cinq ans, les populations de référence des années intermédiaires étant quant à elles estimées par interpolation ou extrapolation. Pour la commune, le premier recensement exhaustif entrant dans le cadre du nouveau dispositif a été réalisé en 2004.

En 2022, la commune comptait 994 habitants, en évolution de −1,97 % par rapport à 2016 (Puy-de-Dôme : +2,1 %, France hors Mayotte : +2,11 %).
| 1793  | 1800  | 1806  | 1821  | 1831  | 1836  | 1841  | 1846  | 1851  |
| ----- | ----- | ----- | ----- | ----- | ----- | ----- | ----- | ----- |
| 2 669 | 2 504 | 2 804 | 2 765 | 3 253 | 3 121 | 3 360 | 3 351 | 3 085 |

| 1856  | 1861  | 1866  | 1872  | 1876  | 1881  | 1886  | 1891  | 1896  |
| ----- | ----- | ----- | ----- | ----- | ----- | ----- | ----- | ----- |
| 3 005 | 2 925 | 2 797 | 2 804 | 2 578 | 2 669 | 2 538 | 2 548 | 2 552 |

| 1901  | 1906  | 1911  | 1921  | 1926  | 1931  | 1936  | 1946  | 1954  |
| ----- | ----- | ----- | ----- | ----- | ----- | ----- | ----- | ----- |
| 2 440 | 2 095 | 2 048 | 1 653 | 1 621 | 1 620 | 1 425 | 1 332 | 1 358 |

| 1962  | 1968  | 1975 | 1982 | 1990 | 1999  | 2004  | 2006  | 2009  |
| ----- | ----- | ---- | ---- | ---- | ----- | ----- | ----- | ----- |
| 1 143 | 1 078 | 967  | 946  | 997  | 1 051 | 1 056 | 1 065 | 1 064 |

| 2014  | 2019  | 2022 | - | - | - | - | - | - |
| ----- | ----- | ---- | - | - | - | - | - | - |
| 1 034 | 1 027 | 994  | - | - | - | - | - | - |

### Enseignement
Job est située dans l'académie de Clermont-Ferrand.
Elle administre une école élémentaire communale de 80 élèves (année 2012-2013).

### Manifestations culturelles et festivités
En 2022 les habitantes et habitants, avec l'association Carton Plein, ont réalisé un film sur l'histoire et l'avenir du village. En recherchant les témoignages d'anciens de l'aérium, avec les commerces locaux et d'autres structures économiques, par la fiction, ce projet culturel a rassemblé les enjeux de la société locale. -,.

### Sports
Le seul club sportif jobois est l’A.S Job, son président est Monsieur De Nicolas Combe chevaleyre. Au sein de ce club, il y a deux équipes seniors (un en D2 [départementale 2] et un en D5 [départementale 5]) et une équipe enfants/ados (U11)
L’autre club de la commune est le Moto club du livradois, présidé par Monsieur Stéphane Duret (maintenant aussi un peu basé sur Ambert ), chacun année moto club organise un des classiques d’enduro en France la Rand'Auvergne . Le moto club est aussi célèbre pour avoir organisé plusieurs manche du championnat de France d’enduro (Championnat de France d'enduro), la finale du championnat du monde d’enduro (GP de France), une manche du championnat de France de Trial, et pleins d’autres événements. Bientôt la finale du championnat du monde de trial. c’est moto club a aussi des licenciés connus tels que kenny Thomas ou Alban dauphin (Champion de France en 50cm3)

### Culte

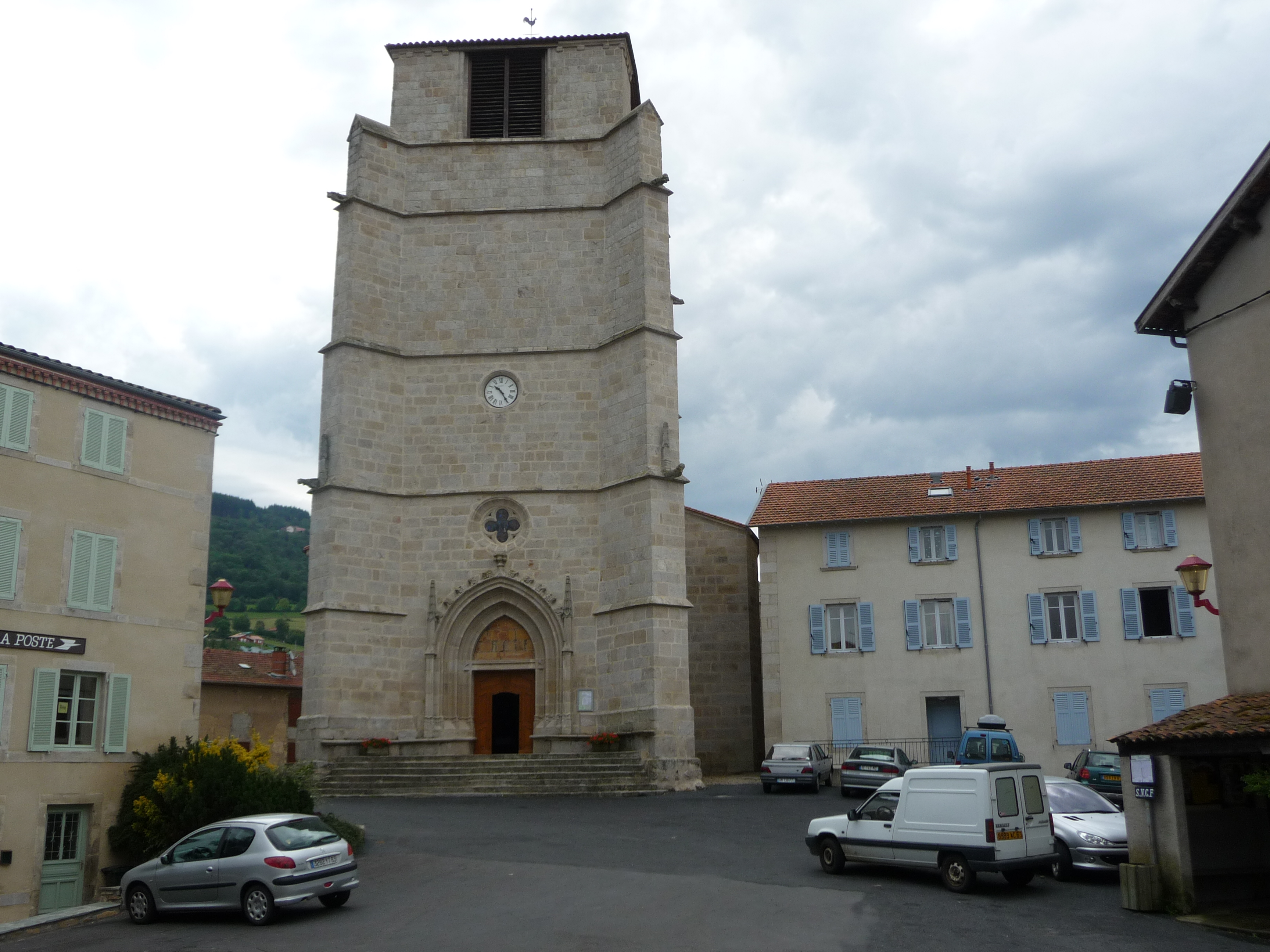
L'église Saint-Loup de Job.

Le village fait partie de la paroisse catholique Saint-François-Régis en Livradois-Forez qui regroupe la ville d'Ambert et les villages environnants, soit trente-six clochers au total. L'église du village, l'église Saint-Loup, en est une des églises-relais. La chapelle des Peux, lieu de pèlerinage, se trouve au-dessus du cimetière.

## Économie

### Revenus de la population et fiscalité
En 2010, le revenu fiscal médian par ménage était de 28 978 €, ce qui plaçait Job au 15 902e rang parmi les 31 525 communes de plus de 39 ménages en métropole.

### Emploi
En 2009, la population âgée de 15 à 64 ans s'élevait à 637 personnes, parmi lesquelles on comptait 74,9 % d'actifs dont 70,5 % ayant un emploi et 4,4 % de chômeurs.
On comptait 170 emplois dans la zone d'emploi, contre 150 en 1999. Le nombre d'actifs ayant un emploi résidant dans la zone d'emploi étant de 450, l'indicateur de concentration d'emploi est de 37,7 %, ce qui signifie que la zone d'emploi n'offre qu'un emploi pour trois habitants actifs.

### Entreprises et commerces
Au 31 décembre 2010, Job comptait 83 établissements : 38 dans l’agriculture-sylviculture-pêche, deux dans l'industrie, quinze dans la construction, vingt dans le commerce-transports-services divers et huit étaient relatifs au secteur administratif.
En 2011, cinq entreprises ont été créées à Job, dont trois par des autoentrepreneurs.

## Culture locale et patrimoine

### Lieux et monuments

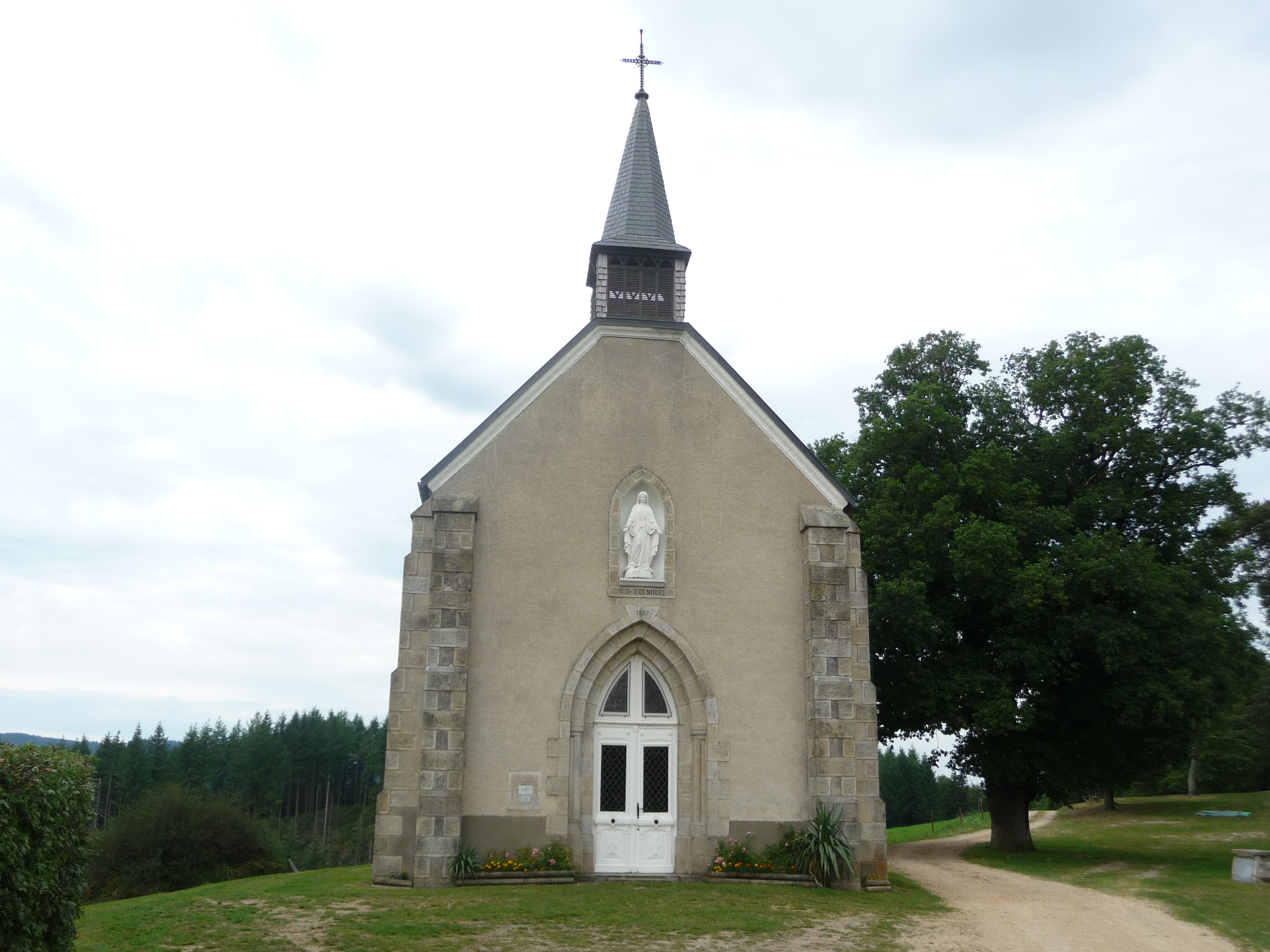
Chapelle des Peux.

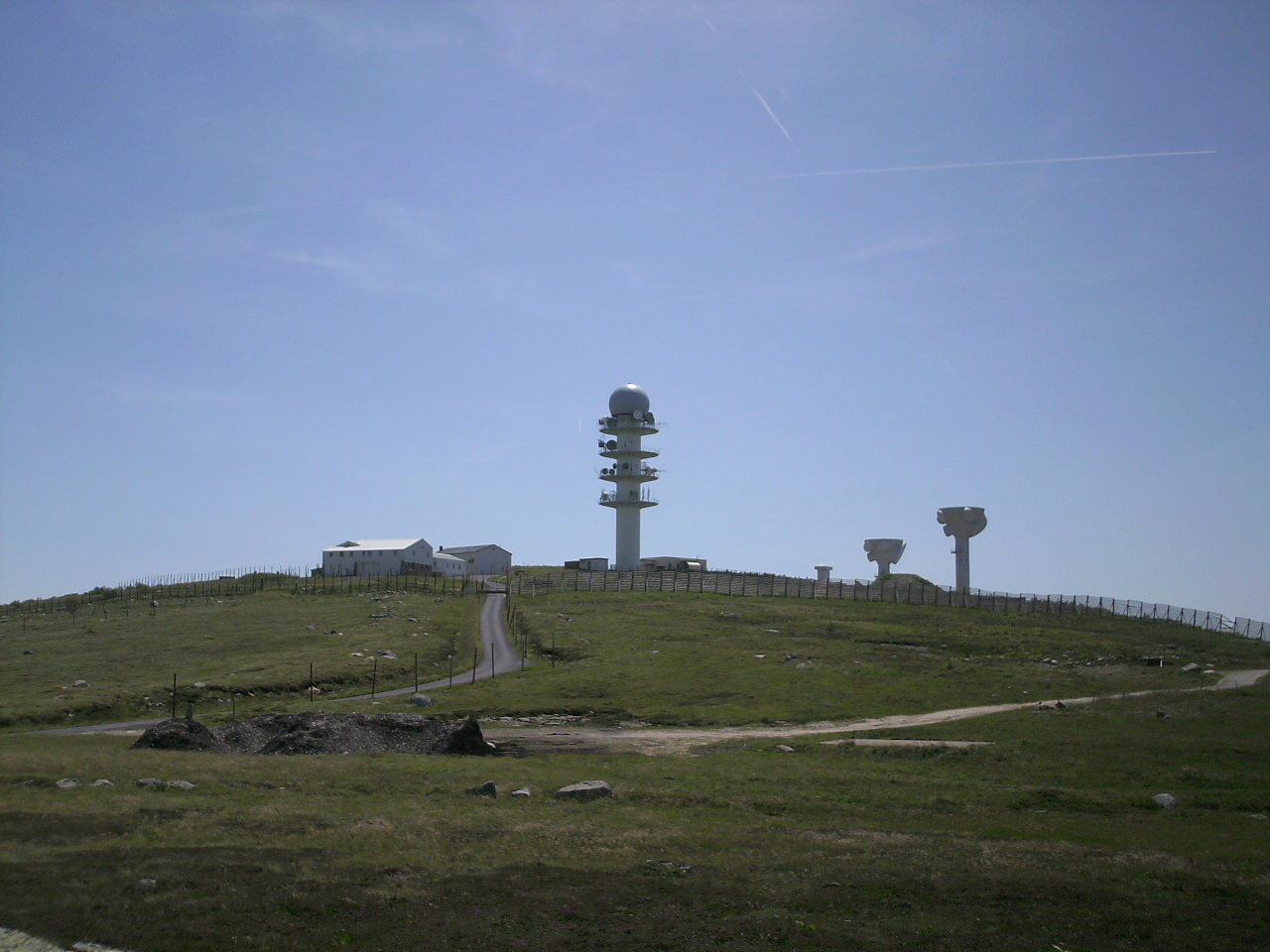
Station hertzienne de Pierre-sur-Haute.

- Pierre Cuberte : dolmen inscrit au titre des monuments historiques en 1979[39].
- Église Saint-Loup du XVe siècle, achevée en 1680, construite sur l'emplacement de la précédente, datant du XIIe siècle. Inscrite MH.
- Chapelle des Peux (fin XIXe), aux alentours du village.
- Vallée du Fossat, vallée en U d'origine glaciaire où l'on peut voir d'énormes blocs morainiques.
- Parc naturel régional Livradois-Forez.
- Pierre-sur-Haute, partagé avec la commune de Sauvain, utilisé pour des installations civiles et militaires.
- Site de vol libre.
- Château[40] (Château des peux)

### Personnalités liées à la commune
- Claude Vorilhon dit "Raël" (né à Vichy en 1946), originaire de Job, son arrière-grand-père Paul Vorilhon y étant né.

### Héraldique, logotype et devise
| Blason de Job | Blason  | Parti: au 1er d'azur à l'éclair d'or posé en barre, au 2e de sinople à la crosse d'abbé d'or surmontée de trois étoiles de six rais du même, ordonnées 2 et 1; le tout sommé d'un combe d'or chargé de l'inscription « Jove Imperat » de gueules. Devise / Cri« jove imperat » (par Jupiter, je commande). |
| Blason de Job | Détails | Le statut officiel du blason reste à déterminer. |

## Pour approfondir